# Almeirim (São Tomé i Príncipe)
Almeirim és una localitat de São Tomé i Príncipe. Es troba al districte d'Água Grande, al nord de l'illa de São Tomé. La seva població és de 1.387 (2008 est.). Es troba a la part més al sud-oest del districte i limita amb la capital al nord-est.

## Evolució de la població
| 2001  | 2008  |
| 1.217 | 1.387 |